# Scellus obuchovae
Scellus obuchovae är en tvåvingeart som först beskrevs av Stackelberg 1951.  Scellus obuchovae ingår i släktet Scellus och familjen styltflugor. Inga underarter finns listade i Catalogue of Life.